# Инвернес (Флорида)
Инвернес (енгл. Inverness) град је у америчкој савезној држави Флорида. По попису становништва из 2010. у њему је живело 7.210 становника.

## Демографија
Према попису становништва из 2010. у граду је живело 7.210 становника, што је 421 (6,2%) становника више него 2000. године.
| Група             | 2000.         | 2010.         |
| Белци             | 6.011 (88,5%) | 6.038 (83,7%) |
| Афроамериканци    | 353 (5,2%)    | 423 (5,9%)    |
| Азијати           | 39 (0,6%)     | 123 (1,7%)    |
| Хиспаноамериканци | 300 (4,4%)    | 467 (6,5%)    |
| Укупно            | 6.789         | 7.210         |